# Thomas Drozda

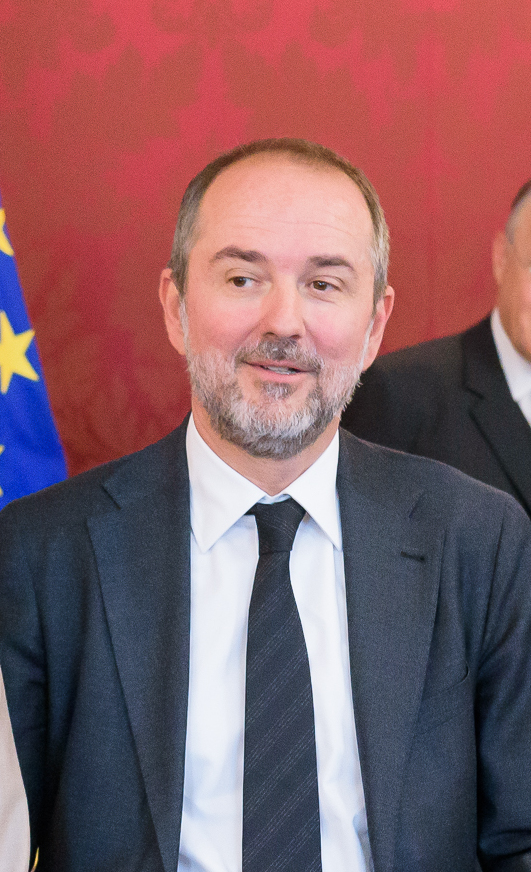
Thomas Drozda, 2016

Thomas Drozda (geboren am 24. Juli 1965 in Kematen an der Krems, Oberösterreich) ist ein österreichischer Kulturmanager und ehemaliger Politiker (SPÖ). Von Mai 2016 bis Dezember 2017 war er Kanzleramtsminister in der Bundesregierung Kern, von November 2017 bis März 2021 Abgeordneter zum österreichischen Nationalrat und von September 2018 bis September 2019 Bundesgeschäftsführer der SPÖ.
Nach seinem Ausscheiden aus der Politik ging er in die Privatwirtschaft und ist seit April 2021 einer von zwei gleichberechtigten Vorständen der mehrheitlich der Wien Holding gehörenden Wohnbaugesellschaft ARWAG Holding.

## Leben
Drozda studierte Betriebs- und Volkswirtschaft an der Johannes-Kepler-Universität Linz. Nach seinem Studium arbeitete er 1991 als Geschäftsführer beim „Trotzdem-Verlag“ der Sozialistischen Jugend in Wien und wechselte kurze Zeit später in die Abteilung für volkswirtschaftliche Studien der Oesterreichischen Nationalbank. 1993 wurde er von Bundeskanzler Franz Vranitzky in der von ihm geführten Regierung Vranitzky II zum wirtschaftspolitischen Berater berufen, 1996 um den Bereich Kunst und Kultur erweitert. In derselben Funktion arbeitete er auch unter Bundeskanzler Viktor Klima bis 1998.
Ende 1998 wurde Drozda als kaufmännischer Geschäftsführer an das Wiener Burgtheater berufen, wo er Restrukturierungs- und Neupositionierungsmaßnahmen setzte. 2008 wurde er zum Generaldirektor der Vereinigten Bühnen Wien ernannt. Von 2007 bis 2014 war Drozda Mitglied des Stiftungsrats des Österreichischen Rundfunks.
Am 18. Mai 2016 wurde er von Bundespräsident Heinz Fischer auf Vorschlag von Christian Kern zum Regierungsmitglied ernannt. Als Bundesminister im Bundeskanzleramt war er vom 25. Mai 2016 bis zum 18. Dezember 2017, als die Bundesregierung Kern aufgelöst wurde, für Kunst und Kultur, Verfassung und Medien zuständig. Als Kulturminister beauftragte er zwei unabhängige Expertengruppen mit der Erstellung eines Reformkonzepts für die Bundesmuseen. Das Weißbuch Bundesmuseen wurde Ende April 2017 der Öffentlichkeit vorgestellt. Er unterstützte die Realisierung der Albertina modern, einer Zusammenarbeit von Hans Peter Haselsteiner, Klaus Albrecht Schröder, Sammlung Essl und Künstlerhaus. Das Projekt Haus der Geschichte wurde unter seiner Federführung zwar redimensionert, aber auch allen Widerständen zum Trotz realisiert. Weiters traf er eine Reihe von Personalentscheidungen. Er bestellte Stella Rollig und Wolfgang Bergmann als Doppelspitze im Schloß Belvedere und den damaligen Direktor der Uffizien, Eike Schmidt, als neuen Direktor des Kunsthistorischen Museums. Es war dies die einzige Personalie Drozdas, die letztlich nicht realisiert wurde, weil Eike Schmidt kurz vor Vertragsantritt absagte und in Florenz verlängerte – dies alles bereits nach dem Ausscheiden Drozdas. Er berief Felicitas Thun-Hohenstein als Kuratorin des Österreich-Pavillons bei der 58. Biennale di Venezia, was zur ersten weiblichen Venedig-Solo-Personale mit Renate Bertlmann führte. Nach dem Wechsel von Andrea Mayer in die Präsidentschaftskanzlei berief er Jürgen Meindl als Sektionschef der Kunst- und Kultursektion. Weiters konnte er in seiner kurzen Amtszeit neue Direktoren im Burgtheater und an der Staatsoper bestellen. Er setzte auf radikale Erneuerung und berief Martin Kušej und Bogdan Roščić. Drei seiner zentralen Projekte wurden vom Koalitionspartner ÖVP blockiert, erstens die Valorisierung der Subventionen im Kulturbetrieb, zweitens der Umbau der Presseförderung nach dänischem Modell und drittens das Informationsfreiheits-Gesetz, welches die Abschaffung des sogenannten Amtsgeheimnisses beinhaltet hätte.
Nach der Nationalratswahl 2017 zog Drozda, der als Quereinsteiger Minister geworden war, erstmals in den Nationalrat ein. Im September 2018 wurde er von der SPÖ-Vorsitzenden Pamela Rendi-Wagner zum Bundesgeschäftsführer bestellt. Diese Funktion legte er zurück, nachdem die SPÖ bei der Nationalratswahl 2019 mit rund 22 Prozent ihr schlechtestes Ergebnis hinnehmen hatte müssen. Ende März 2021 schied er aus dem Nationalrat aus, sein Mandat übernahm Mario Lindner.
Im November 2020 bewarb sich Drozda auf einen der zwei ausgeschriebenen Vorstandsposten der ARWAG Holding, die im Jahr 2022 von der Wien Holding teilprivatisiert wurde. Mit 1. April 2021 wurde Drozda neben Christian Raab (seit Anfang 2020) zum gleichberechtigten Vorstand berufen.

## Zitat
Als ihn die Kleine Zeitung im Juli 2017 zu Projekten der damals bereits gescheiterten Regierung Kern befragte, lautete seine Antwort:

„Es gibt keine laufende Regierung – die wurde von einem Dreißigjährigen [gemeint Sebastian Kurz; Anm.] vor laufender Kamera gekündigt. Das ist das Reiten eines toten Pferdes.“